# خوین الشعر
خوین الشعر (به عربی: خوین الشعر) یک روستا در سوریه است که در ناحیه سنجار واقع شده‌است. خوین الشعر ۶۶ نفر جمعیت دارد.